# Zājande
Zājande (perzijsko Zāyanderud, iz زاینده [zɑːjændɛ] "dajalka življenja" in رود [rʊːd] "reka"), napisano tudi kot Zayandeh-Rood ali Zayanderood, je največja reka Iranske planote v osrednjem Iranu.

## Geografija
Zājande izvira v pogorju Zard-Kuh, del gorovja Zagros v provinci Čaharmahal in Baktiari. Teče 400 kilometrov proti vzhodu, preden se konča v močvirju Gavkhouni, sezonskem slanem jezeru, jugovzhodno od mesta Isfahan.
Zājande je imela včasih velik pretok skozi vse leto, za razliko od mnogih iranskih rek, ki so sezonske, danes pa presuši zaradi črpanja vode, preden doseže mesto Isfahan. V začetku leta 2010 se je spodnji tok reke po več letih sezonskega izsuševanja popolnoma izsušil.
Povodje reke Zājande ima površino 41.500 kvadratnih kilometrov, nadmorsko višino od 3974 metrov do 1466 metrov, povprečno količino dežja 130 milimetrov in mesečno povprečno temperaturo 3 °C do 29 °C. V porečju reke Zājande je 2700 kvadratnih kilometrov namakanih zemljišč, voda pa izvira iz devetih glavnih hidravličnih enot reke Zājande, vodnjakov, kanata in izvirov v stranskih dolinah. Voda reke Zājande je dala življenje ljudem osrednjega Irana predvsem v provincah Isfahan in Yazd. Pred izsušitvijo je bilo 240 litrov vode na osebo na dan v mestnih območjih in 150 litrov na dan v vaseh. V 1970-ih je bil pretok reke ocenjen na 1,2 kubična kilometra na leto ali 38 kubičnih metrov na sekundo.

## Zgodovina
Ljudje že tisoče let živijo na bregovih reke Zājande. Najzgodnejše dokaze o človeški naselitvi ob reki so našli v jamskem najdišču, imenovanem Qaleh Bozi blizu Dizičeha na JZ od Isfahana. Pred več kot 40.000 leti so skupine paleolitskih lovcev (neandertalcev) uporabljale jame Qaleh Bozi kot zatočišče za sezonsko ali začasno delo in puščale kamnita orodja in kosti ulovljenih živali. Starodavna prazgodovinska kultura, civilizacija reke Zājande, je cvetela ob bregovih reke Zājande v 6. tisočletju pr. n. št.
Reka Zājande prečka mesto Isfahan, glavno kulturno in gospodarsko središče Irana. V 17. stoletju je šejk Bahai (vplivni učenjak in svetovalec Safavidov) zasnoval in zgradil sistem kanalov (maadi), da bi vodo Zājande razdelil v predmestja Isfahana. Voda iz reke Zājande je pripomogla k rasti prebivalstva in gospodarstva, pomagala je uveljaviti Isfahan kot vplivno središče in dala zeleno pokrajino Isfahanu, mestu sredi puščave.
Strugo reke Zājande prekrivajo številni zgodovinski mostovi iz obdobja Safavidov, reka pa je nekoč tekla skozi številne parke.
Ameriški arheolog in zgodovinar perzijske umetnosti Arthur Upham Pope in njegova žena Phyllis Ackerman sta pokopana v majhnem mavzoleju na bregu reke. Richard N. Frye (ameriški učenjak iranskih in srednjeazijskih študij) je tudi zahteval, da bi bil tam pokopan.

## Uporaba in delitev vode
Do 1960-ih je v provinci Isfahan distribucija vode sledila Tomar, dokumentu, za katerega trdijo, da izvira iz 16. stoletja. Tomar je razdelil tok reke Zājande na 33 delov, ki so bili nato posebej dodeljeni osmim večjim okrožjem v regiji. Na ravni okrožja je bil pretok vode razdeljen bodisi časovno bodisi z uporabo spremenljivih jezov, tako da je bilo mogoče ohraniti delež ne glede na višino pretoka.
Stoletja je bilo mesto Isfahan naselje oaza, znano po svojih okoliških rodovitnih zemljiščih in blaginji. Do 1960-ih je bilo industrijsko povpraševanje po vodi minimalno, kar je omogočilo, da so se redki vodni viri uporabljali predvsem za kmetijstvo. Z naraščajočim prebivalstvom v porečju in naraščajočim življenjskim standardom, zlasti v mestu, se je pritisk na vodne vire vztrajno povečeval, dokler delitev vode Tomar ni bila več izvedljiva. Ustanovitev velikih jeklarn in drugih novih industrij je zahtevala vodo.
Projekt Čadegan, jez rezervoar, leta 1972 je bil velik projekt hidroelektrarne za pomoč pri stabilizaciji pretoka vode in pridobivanju električne energije. Jez se je sprva imenoval jez Šah Abas po šahu Abasu I., najvplivnejšem šahu Safavidov, vendar so ga po islamski revoluciji leta 1979 spremenili v jez Zājande. Od leta 1972 je rezervoar Čadegan pomagal preprečevati sezonske poplave reke Zājande. Izpust vode se med perzijskim novim letom poveča, da se reka med državnimi prazniki še enkrat pretaka skozi Isfahan.
80 % pridobljene vode Zājande se uporablja za kmetijstvo, 10 % za prehrano ljudi (pitne in domače potrebe 4,5 milijona prebivalcev), 7 % za industrijo (kot sta jeklarski družbi Zobahan-e-Esfahan in Foolad Mobarekeh ter petrokemična podjetja, rafinerije in elektrarne) in 3 % za druge namene. Izvedeni so bili številni projekti predorov (Koohrang) za preusmeritev vode iz reke Karun (največje iranske reke, ki se prav tako začne v gorovju Zagros) v Zājande. Ti so pomagali zagotoviti vodo za naraščajoče prebivalstvo in nove industrije v provincah Isfahan in Yazd.
Medtem ko so izsušitev spodnjega toka reke Zājande pripisali suši, so glavni razlogi za to človeški vzroki. Slabo načrtovanje in populistična politika sta privedla do let slabega upravljanja in prekomerne uporabe, kar je povzročilo sezonsko izsušitev in na koncu povzročilo, da se je reka popolnoma izsušila, preden je dosegla Isfahan.

## Mostovi
Pole savavadejan Pole Zamankhan,
Obstaja več novih in starih mostov (pol) čez reko Zājande. Najstarejši, Shahrestan, zgrajen v 5. stoletju našega štetja, je še vedno v uporabi kot prehod za pešce v vasi Sharestan.
Mostovi na reki Zājande v Isfahanu:
| - Marnan zgrajen 1599 (za pešce) - Vahid zgrajen 1976 - Vahid II zgrajen 2007 - Felezi zgrajen 1950s - Azar zgrajen 1976 - Si-o-se Pol zgrajen 1632 (za pešce) - Ferdosi zgrajen v 1980-ih | - Joui zgrajen 17. st. (za pešce) - Khaju zgrajen 1650 (za pešce) - Bozorgmehr zgrajen v 1970-ih - Ghadir zgrajen 2000 - Shahrestan zgrajen v 11. st. (prvič v 5. st.) (za pešce) |

## Rekreacija
Na delu reke Zājande, ki prečka Isfahan, so mostovi, parki, čolni na vesla ter tradicionalne kavarne in restavracije med preostalo bogato kulturno dediščino Isfahana glavne turistične atrakcije za iranske in mednarodne obiskovalce.